# Gilberto Martinho
Gilberto Martinho, pseudonimo di Martinho Gilberto de Freitas (Araranguá, 14 gennaio 1927 – Barra de São João, 19 agosto 2001), è stato un attore brasiliano.

## Biografia
Trasferitosi prestissimo a Rio de Janeiro, Gilberto Martinho vi seguì corsi di recitazione, facendo poi il suo ingresso nella compagnia teatrale Os Artistas Unidos su invito di Henriette Morineau. Nel 1951, già affermatosi sulle scene, debuttò nel cinema, in Maria da Praia, pellicola che ottenne un successo tanto strepitoso quanto inaspettato: lo stesso Martinho fu premiato in Brasile come attore rivelazione dell'anno . Recitò poi in molti altri film tra cui Fuzileiro do Amor (1956) e Adorável Trapalhão (1967).
Anche la sua carriera televisiva ebbe inizio negli anni 50: in questo decennio egli dette volto al supereroe Falcão Negro. Nel 1970 fu l'indimenticabile interprete di Pedro Barros nella telenovela Irmãos Coragem, inedita in Italia, dove invece è noto per aver impersonato ruoli nelle telenovele La schiava Isaura (il commendatore Almeida) e Samba d'Amore (il vecchio Barata), trasmesse da Retequattro negli anni 80.
Morì nel 2001 per un tumore polmonare. 

## Vita privata
Ebbe tre figli.

## Filmografia

### Cinema
- Maria da Praia, regia di Paulo Wanderley (1951)
- Macumba, jungla infuocata (Conchita und der Ingenieur), regia di Franz Eichhorn e Hans Hinrich (1954)
- O Rei do Movimento, regia di Victor Lima e Hélio Barroso (1954)
- Rua Sem Sol, regia di Alex Viany (1954)
- Rivolta all'isola dell'inferno (Mãos Sangrentas), regia di Carlos Hugo Christensen (1955)
- Colégio de Brotos, regia di Carlos Manga (1955)
- O Feijão é Nosso, regia di Victor Lima (1955)
- O Grande Pintor, regia di Victor Lima (1955)
- Paixão nas Selvas, regia di Franz Eichhorn (1955)
- Fuzileiro do Amor, regia di Euripides Ramos (1956)
- O Negócio Foi Assim, regia di Luiz de Barros (1956)
- O Diamante, regia di Euripides Ramos (1956)
- O Contrabando, regia di Eduardo Llorente (1956)
- Tudo é Música, regia di Luiz de Barros (1957)
- Adorável Trapalhão, regia di J.B. Tanko (1967)
- O Pistoleiro, regia di Oscar Santana (1976)

### Televisione
- Falcão Negro (1957)
- Anastácia, a Mulher sem Destino (1967)
- Sangue e Areia (1968)
- A Grande Mentira (1968)
- Rosa Rebelde (1969)
- Véu de Noiva (1969-1970)
- Irmãos Coragem (1970-1971)
- O Homem que Deve Morrer (1971-1972)
- Selva de Pedra (1972)
- Caso Especial (episodio: "Somos Todos do Jardim de Infância") (1972)
- Uma Rosa com Amor (1972-1973)
- Caso Especial (episodio: "Medéia") (1973)
- Carinhoso (1973-1974)
- Fogo Sobre Terra (1974)
- Caso Especial (episodio: "O Crime do Zé Bigorna") (1974)
- Gabriela (1975)
- Pecado Capital (1975)
- La schiava Isaura  (Escrava Isaura) (1977)
- Padroncina Flô (Sinhazinha Flô) (1977)
- Maria, Maria (1978)
- Memórias de Amor (1979)
- Fiore selvaggio (Cabocla) (1979)
- Samba d'amore (Chega mais) (1980)
- Destini (Baila Comigo) (1981)
- O Homem Proibido (1982)
- Voltei pra Você (1983)
- Vereda Tropical (1984)
- Il vento e il tempo (O Tempo e o Vento) (1985)
- Potere (Roda de Fogo) (1986)
- Você Decide (episodio: "Carga Pesada") (1994)
- Você Decide (episodio: "A Greve") (1995)
- Você Decide (episodio: "Francisco") (1996)